# Chromatomyia obscuriceps
Chromatomyia obscuriceps este o specie de muște din genul Chromatomyia, familia Agromyzidae, descrisă de Friedrich Georg Hendel în anul 1935. Conform Catalogue of Life specia Chromatomyia obscuriceps nu are subspecii cunoscute.